# Cathormiocerus
Cathormiocerus är ett släkte av skalbaggar. Cathormiocerus ingår i familjen vivlar.

## Dottertaxa tillCathormiocerus, i alfabetisk ordning[1]
- Cathormiocerus africanus
- Cathormiocerus alternans
- Cathormiocerus alticola
- Cathormiocerus alveolatus
- Cathormiocerus angustulus
- Cathormiocerus armoricus
- Cathormiocerus arragonicus
- Cathormiocerus atlanticus
- Cathormiocerus attaphilus
- Cathormiocerus aurasiacus
- Cathormiocerus avenionensis
- Cathormiocerus bacaresensis
- Cathormiocerus balearicus
- Cathormiocerus baraudi
- Cathormiocerus barrosi
- Cathormiocerus beterensis
- Cathormiocerus biseriatus
- Cathormiocerus bolivari
- Cathormiocerus brevis
- Cathormiocerus brevithorax
- Cathormiocerus britannicus
- Cathormiocerus cancellatus
- Cathormiocerus cantabricus
- Cathormiocerus capiomonti
- Cathormiocerus carpetanus
- Cathormiocerus championi
- Cathormiocerus cherchevillei
- Cathormiocerus chevrolati
- Cathormiocerus cobosi
- Cathormiocerus cordatus
- Cathormiocerus cordicollis
- Cathormiocerus cordubensis
- Cathormiocerus crassiscapus
- Cathormiocerus curtipilis
- Cathormiocerus curvipes
- Cathormiocerus curviscapus
- Cathormiocerus densestriatus
- Cathormiocerus diecki
- Cathormiocerus difficilis
- Cathormiocerus discors
- Cathormiocerus elongatulus
- Cathormiocerus erinaceus
- Cathormiocerus escalerai
- Cathormiocerus estrellanus
- Cathormiocerus excursor
- Cathormiocerus fageli
- Cathormiocerus fastidiosus
- Cathormiocerus franzi
- Cathormiocerus fuentei
- Cathormiocerus gaditanus
- Cathormiocerus globulosus
- Cathormiocerus gracens
- Cathormiocerus gracilior
- Cathormiocerus gracilis
- Cathormiocerus graditanus
- Cathormiocerus grandini
- Cathormiocerus hircus
- Cathormiocerus hirticulus
- Cathormiocerus histrix
- Cathormiocerus horrens
- Cathormiocerus hystrix
- Cathormiocerus impunctatus
- Cathormiocerus inflatipennis
- Cathormiocerus inflatiscapus
- Cathormiocerus inhumeralis
- Cathormiocerus insularis
- Cathormiocerus irrasus
- Cathormiocerus korbi
- Cathormiocerus lapidicola
- Cathormiocerus latirostris
- Cathormiocerus lethierryi
- Cathormiocerus liliputanus
- Cathormiocerus longiscapus
- Cathormiocerus lusitanicus
- Cathormiocerus maderae
- Cathormiocerus malacensis
- Cathormiocerus maritimus
- Cathormiocerus maroccanus
- Cathormiocerus marqueti
- Cathormiocerus marraquensis
- Cathormiocerus martinezi
- Cathormiocerus méquignoni
- Cathormiocerus minutus
- Cathormiocerus mogadoricus
- Cathormiocerus moraguesi
- Cathormiocerus moroderi
- Cathormiocerus muricatus
- Cathormiocerus mutandus
- Cathormiocerus myrmecophilus
- Cathormiocerus nevadensis
- Cathormiocerus nodiscapus
- Cathormiocerus notatipennis
- Cathormiocerus oblongicollis
- Cathormiocerus palmaensis
- Cathormiocerus pauper
- Cathormiocerus perforatus
- Cathormiocerus pfisteri
- Cathormiocerus pici
- Cathormiocerus picturatus
- Cathormiocerus porculus
- Cathormiocerus pozuelensis
- Cathormiocerus proximus
- Cathormiocerus pygmaeus
- Cathormiocerus quezeli
- Cathormiocerus ragusae
- Cathormiocerus raymondi
- Cathormiocerus reitteri
- Cathormiocerus rotroui
- Cathormiocerus rotundipennis
- Cathormiocerus rufescens
- Cathormiocerus sagrensis
- Cathormiocerus salinus
- Cathormiocerus seguranus
- Cathormiocerus semidepressus
- Cathormiocerus serrator
- Cathormiocerus similipictus
- Cathormiocerus simplex
- Cathormiocerus sinuatiscapus
- Cathormiocerus sinuosiscapus
- Cathormiocerus socius
- Cathormiocerus solarii
- Cathormiocerus spalatensis
- Cathormiocerus squamulatus
- Cathormiocerus stierlini
- Cathormiocerus sulcirostris
- Cathormiocerus syriaca
- Cathormiocerus tenuepilosus
- Cathormiocerus tenuicornis
- Cathormiocerus tenuiscapus
- Cathormiocerus terolensis
- Cathormiocerus tizintesti
- Cathormiocerus tizin'testi
- Cathormiocerus transmontanus
- Cathormiocerus validiscapus
- Cathormiocerus variegatus
- Cathormiocerus vaulogeri
- Cathormiocerus vestitus
- Cathormiocerus viennoti
- Cathormiocerus vuillefroyi